# Guðný Árnadóttir
Guðný Árnadóttir (4 augustus 2000) is een voetbalspeelster uit IJsland. Ze speelt als verdediger voor Kristianstads DFF in de Damallsvenskan.

## Clubcarrière
Árnadóttir maakte op veertienjarige leeftijd haar debuut op profniveau in een bekerwedstrijd voor FH Hafnarfjörður op 18 mei 2015. Elf dagen later kwam ze voor het eerst uit in de IJslandse tweede divisie. In 2016 kwam ze met FH Hafnarfjörður uit in de Úrvalsdeild, het hoogste voetbalniveau van IJsland. Árnadóttir kwam in 16 van de 18 competitiewedstrijden in actie en wist zich met de club te handhaven op het hoogste niveau door op de zesde plaats te eindigen. In 2017 kwam Árnadóttir in alle competitiewedstrijden in actie en eindigde ze opnieuw op de zesde plaats. Het daaropvolgende seizoen verliep minder en eindigde FH Hafnarfjörður op de laatste plaats. Hierna besloot ze de club te verlaten en stapte ze over naar Valur Reykjavík, waar ze al snel een vaste basisplaats veroverde. In 2019 werd Árnadóttir voor het eerst landskampioen van de Úrvalsdeild. Na het seizoen 2020 maakte Árnadóttir een transfer naar het Italiaanse AC Milan. In december van dat jaar werd ze verhuurd aan het naar de Serie A gepromoveerde SSD Napoli. In het seizoen 2021/22 keerde ze terug in Milaan en kwam ze met de club uit in de kwalificatiereeks voor de Champions League 2021/22. Na eerst FC Zürich te hebben vrslagen, was in de ronde daarna TSG 1889 Hoffenheim te sterk. In maart 2024 maakte Árnadóttir de overstap naar het Zweedse Kristianstads DFF in de Damallsvenskan.

## Statistieken
| Seizoen | Club              | Land    | Competitie     | Wedstrijden | Doelpunten |
| ------- | ----------------- | ------- | -------------- | ----------- | ---------- |
| 2016    | FH Hafnarfjörður  | IJsland | Úrvalsdeild    | 16          | 1          |
| 2017    | FH Hafnarfjörður  | IJsland | Úrvalsdeild    | 18          | 4          |
| 2018    | FH Hafnarfjörður  | IJsland | Úrvalsdeild    | 15          | 1          |
| 2019    | Valur             | IJsland | Úrvalsdeild    | 18          | 0          |
| 2020    | Valur             | IJsland | Úrvalsdeild    | 16          | 0          |
| 2020/21 | SSD Napoli        | Italië  | Serie A        | 12          | 0          |
| 2021/22 | AC Milan          | Italië  | Serie A        | 17          | 0          |
| 2022/23 | AC Milan          | Italië  | Serie A        | 18          | 1          |
| 2023/24 | AC Milan          | Italië  | Serie A        | 10          | 0          |
| 2024    | Kristianstads DFF | Zweden  | Damallsvenskan | 24          | 1          |
| 2025    | Kristianstads DFF | Zweden  | Damallsvenskan | 0           | 0          |
| Totaal  | Totaal            | Totaal  | Totaal         | 164         | 8          |

Laatste update: 21 maart 2025

## Interlandcarrière
Árnadóttir maakte haar debuut voor het IJslandse nationale team in januari 2018 door in een vriendschappelijke wedstrijd tegen Noorwegen als invaller binnen de lijnen te komen. Tijdens de Algarve Cup in 2018 speelde ze haar eerste volledige wedstrijd tegen Japan. Ook in de wedstrijd om de negende plaats tegen Denemarken kwam ze in actie. Op 17 september 2020 kwam Árnadóttir in actie tijdens de kwalificatiereeks voor het EK 2022. IJsland wist zich te plaatsen voor het eindtoernooi dat in de zomer van 2022 plaatsvond in Engeland.
Op 11 juni 2022 werd Árnadóttir opgenomen in de IJslandse selectie voor op het EK 2022.  Ze maakte enkel haar opwachting in het derde groepsduel tegen Frankrijk. Met drie gelijke spelen eindigde IJsland op de derde plaats, wat uitschakeling betekende.
Arnadóttir was in 2023 met IJsland heel dicht bij deelname aan haar eerste WK. IJsland had aan een gelijkspel tegen Nederland genoeg om zich te plaatsen, maar door een laat doelpunt van Esmee Brugts viel de IJslandse droom in duigen. IJsland plaatste zich nog wel voor de play-offs maar daarin was Portugal met 4-1 na extra tijd te sterk. 